# M백화점
M백화점은 대한민국의 백화점이며, 농심그룹의 계열사 중 하나이다. 1996년 9월 21일 미도파의 별도법인인 (주)미도파 춘천점이 미도파 백화점 춘천점을 개업하여 미도파가 롯데에 인수된 후 별도법인이었던 (주)미도파 춘천점이 분리되었고 2003년 4월 (주)동서에 인수되어 동서백화점으로 상호명을 변경하였으며 2008년 1월 농심그룹에 인수되어 2008년 4월 30일부터 M백화점으로 운영 중이다. 강원도 유일 백화점 이었으나 2012년 3월 6일 원주에 AK플라자 원주점이 개점하면서 매장규모나 입점 브랜드 면에서 강원도 대표백화점으로서의 지위가 흔들리고 있다. 영업형태는 백화점과 같으나 입점브랜드나 규모면에서는 패션부분이 강화된 대형마트와 흡사하다. 농심그룹의 대형할인점인 메가마트와 같은 계열이다.